# Capodrise
Capodrise é uma comuna italiana da região da Campania, província de Caserta, com cerca de 7.508 habitantes. Estende-se por uma área de 3 km², tendo uma densidade populacional de 2503 hab/km². Faz fronteira com Marcianise, Portico di Caserta, Recale, San Marco Evangelista, San Nicola la Strada.

## Demografia
| Variação demográfica do município entre 1861 e 2011                               |
|                                                                                   |
| Fonte: Istituto Nazionale di Statistica (ISTAT) - Elaboração gráfica da Wikipedia |